# Hannes Trinkl
Hannes Trinkl (* 1. Februar 1968 in Steyr) ist ein ehemaliger österreichischer Skirennläufer. Der Abfahrts- und Super-G-Spezialist gewann in seiner Karriere sechs Weltcuprennen, wurde Abfahrtsweltmeister 2001 und Dritter in der Olympiaabfahrt 1998. Er lebt mit seiner Familie in St. Pankraz. Seit 2014 ist er Weltcup-Renndirektor der FIS.

## Biografie
Trinkl kam im Alter von sieben Jahren zum Ski Club Hinterstoder, 1984 feierte er seinen ersten Sieg in einem FIS-Rennen. Nach zwei schweren Knieverletzungen 1986 und 1989 holte er am 7. Dezember 1991 in der Abfahrt von Val-d’Isère seine ersten Punkte im Weltcup. Kurz darauf verletzte er sich im Training in Gröden erneut und musste mehrere Wochen pausieren. Im März 1992 gelang ihm mit Rang fünf in Aspen das erste Top-Resultat. Mit guten Leistungen in der Saison 1992/93, darunter der vierte Platz in der Kandahar-Abfahrt in Garmisch-Partenkirchen kam Trinkl ins Abfahrtsteam für die Weltmeisterschaften in Morioka-Shizukuishi und belegte dort den zwölften Platz. Am Saisonende fuhr er in den Abfahrten in der Sierra Nevada und in Kvitfjell erstmals unter die besten drei.
Im Dezember 1993 feierte Trinkl seine ersten Weltcupsiege. Er gewann den Super-G in Lech und die Abfahrt in Bormio. Damit wurde er zu einem Mitfavoriten bei den Olympischen Winterspielen 1994 in Lillehammer. Seine erste Olympiateilnahme verlief aber nicht nach Wunsch, in der Abfahrt erreichte er nur den sechsten Platz, im Super-G fiel er aus. In der ersten Weltcupabfahrt nach den Spielen stand der Oberösterreicher in Aspen zum dritten Mal ganz oben auf dem Siegerpodest. Mit insgesamt drei Siegen, zwei zweiten und einem dritten Platz erreichte er im Gesamtweltcup den fünften Platz und wurde 20 Punkte hinter Marc Girardelli Zweiter in der Abfahrtswertung. Im Gesamtweltcup ist dieser fünfte Rang sein mit Abstand bestes Ergebnis, auch den zweiten Platz im Abfahrtsklassement konnte er später nicht mehr wiederholen. Die nächsten drei Saisonen verliefen recht enttäuschend, Trinkl kam nur jeweils einmal auf das Podest. Bei den Skiweltmeisterschaften 1996 in der spanischen Sierra Nevada belegte er nur den neunten Abfahrtsrang, für die WM 1997 in Sestriere konnte er sich gar nicht qualifizieren.
In der Saison 1997/98 konnte sich Trinkl mit mehreren Top-Fünf-Ergebnissen für die Olympischen Winterspiele 1998 im japanischen Nagano qualifizieren. Dort gewann er die Abfahrts-Bronzemedaille hinter dem Franzosen Jean-Luc Crétier und dem Norweger Lasse Kjus. In der Saison 1998/99 gelangen Trinkl zwar nur wenige Spitzenresultate, in der Abfahrt von Wengen erreichte er aber den zweiten Platz.
Am 4. Dezember 1999 feierte Trinkl in der Abfahrt von Lake Louise seinen vierten Weltcupsieg, den ersten seit fast sechs Jahren. Der nächste Sieg gelang ihm am 14. März 2000 in Bormio. Mit weiteren zwei dritten Plätzen erreichte er in der Saison 1999/2000 den vierten Platz im Abfahrtsweltcup. Im nächsten Winter blieb er zwar ohne Weltcupsieg, mit einem zweiten Platz und einigen weiteren guten Resultaten konnte er aber den vierten Platz im Abfahrtsweltcup verteidigen. Im Super-G fuhr er ebenfalls einmal auf Rang zwei und belegte damit den siebenten Platz in der Endwertung – sein bestes Resultat in dieser Disziplin. Den größten Erfolg dieses Winters und seiner gesamten Karriere feierte der damals 33-Jährige bei den Skiweltmeisterschaften 2001 in St. Anton am Arlberg. Er distanzierte auf der „Karl-Schranz-Piste“ den im Weltcup dominierenden Hermann Maier um zwei Zehntel Sekunden und wurde Abfahrtsweltmeister.
Aufgrund einer schweren Verletzung vor Saisonbeginn konnte Trinkl im Winter 2001/02 erst spät ins Renngeschehen eingreifen. Mit dem zweiten Platz am Lauberhorn in Wengen und dem Dritten auf der Streif in Kitzbühel meldete er sich im Jänner eindrucksvoll zurück. Vor der Olympiaabfahrt in Salt Lake City musste der amtierende Weltmeister jedoch in die mannschaftsinterne Qualifikation, in der er einen Olympiastartplatz verpasste. Für Trinkl war das eine herbe Enttäuschung. Kurz nach den Spielen gewann er sein sechstes Weltcuprennen, die Abfahrt von Kvitfjell. In der Saison 2002/03 kam der Oberösterreicher insgesamt dreimal auf das Podest und belegte damit, wie auch im Vorjahr, den fünften Platz im Abfahrtsweltcup sowie den neunten Rang im Super-G-Klassement. Bei den Weltmeisterschaften 2003 in St. Moritz erlitt der Titelverteidiger jedoch eine schwere Niederlage und wurde nur 31. in der Abfahrt.
In der Saison 2003/04 kam Trinkl nicht mehr auf das Podest. Zwei fünfte Plätze in den Abfahrten von Chamonix und Garmisch-Partenkirchen war seine besten Ergebnisse. Er versuchte im folgenden Sommertraining noch einmal den Anschluss an die Weltspitze zu finden, gab aber schließlich am 9. Juli 2004 seinen Rücktritt bekannt, wobei auch ständige Knieschmerzen der Grund waren.
Seit 2005 ist Trinkl einer der Vizepräsidenten des Österreichischen Skiverbandes. Nach ihm wurde die 2006 eröffnete „Hannes-Trinkl-Weltcupstrecke“ in Hinterstoder benannt. Seit der Weltcup-Saison 2014/15 ist er FIS-Renndirektor der Speed-Bewerbe. Er ist unter anderem für die Vorbereitung und Kurssetzung von Abfahrtsrennen zuständig. Trinkl trat damit die Nachfolge des zurückgetretenen Helmuth Schmalzl an.

## Erfolge

### Olympische Winterspiele
- Lillehammer 1994: 6. Abfahrt
- Nagano 1998: 3. Abfahrt

### Weltmeisterschaften
- Morioka-Shizukuishi 1993: 12. Abfahrt
- Sierra-Nevada 1996: 9. Abfahrt
- St. Anton 2001: 1. Abfahrt
- St. Moritz 2003: 31. Abfahrt

### Weltcupwertungen
- Saison 1992/93: 8. Abfahrt
- Saison 1993/94: 5. Gesamtweltcup, 2. Abfahrt, 8. Super-G
- Saison 1994/95: 7. Abfahrt
- Saison 1997/98: 8. Abfahrt
- Saison 1998/99: 9. Abfahrt, 8. Kombination
- Saison 1999/00: 4. Abfahrt, 10. Kombination
- Saison 2000/01: 4. Abfahrt, 7. Super-G
- Saison 2001/02: 5. Abfahrt
- Saison 2002/03: 5. Abfahrt, 9. Super-G

### Weltcupsiege
Hannes Trinkl gewann sechs Weltcuprennen (5× Abfahrt und 1× Super-G). Hinzu kommen sieben zweite Plätze, zwölf dritte Plätze und weitere 53 Platzierungen unter den besten zehn.
| Datum             | Ort         | Land       | Disziplin |
| ----------------- | ----------- | ---------- | --------- |
| 22. Dezember 1993 | Lech        | Österreich | Super-G   |
| 29. Dezember 1993 | Bormio      | Italien    | Abfahrt   |
| 4. März 1994      | Aspen       | USA        | Abfahrt   |
| 4. Dezember 1999  | Lake Louise | Kanada     | Abfahrt   |
| 15. März 2000     | Bormio      | Italien    | Abfahrt   |
| 2. März 2002      | Kvitfjell   | Norwegen   | Abfahrt   |

### Europacup
- Saison 1990/91: 4. Abfahrtswertung

## Auszeichnungen (Auszug)
- 1998: Goldenes Verdienstzeichen der Republik Österreich